# Dick Parry
Dick Parry (f. 22. december 1942 i Kent, England) er en saxofonist mest kendt for sin medvirken på Pink Floyd-albummet The Dark Side of the Moon fra 1973, men har også spillet sammen med et utal af andre grupper og artister. Spillede i 1960'erne sammen med Pink Floyd-guitaristen David Gilmour i bandet Joker's Wild, og har siden samarbejdet med David Gilmour i dennes karriere.
1. ↑  Navnet er anført på engelsk og stammer fra Wikidata hvor navnet endnu ikke findes på dansk.